# Dilocerus marinonii
Dilocerus marinonii là một loài bọ cánh cứng trong họ Cerambycidae.